# Jefferson Pelikian
Jefferson Pelikian (São Paulo, 10 de outubro de 1965) é um enxadrista brasileiro que detém o título de Mestre Internacional outorgado pela FIDE em 1998. Foi bicampeão Paulista em 1988 e 2001 e vice-campeão brasileiro em 1994. Também foi bicampeão Pan-americano Sênior, vencendo as edições de 2017 e 2018.
Também é um destacado treinador de xadrez, entre seus alunos estão os Grandes Mestres Krikor, Rafael Leitão, Geovanni Vescovi, a Mestre Fide Julia Alboredo, entre outros proeminentes nomes do esporte nacional. 

## Partidas de destaque
Ilya Gurevich vs Jefferson Pelikian (1991)

## Links externos
- Partidas de Jefferson Pelikian (em inglês) no ChessGames.com  -  Portal do enxadrismo